# Volkswagen Bora (2007)
La Volkswagen Bora, est un modèle d'automobile Volkswagen chinois produit par FAW-Volkswagen dans les usines de Changchun. Elle est lancée en 2010 et remplace dès sa sortie la Volkswagen Bora Classic.

## Présentation

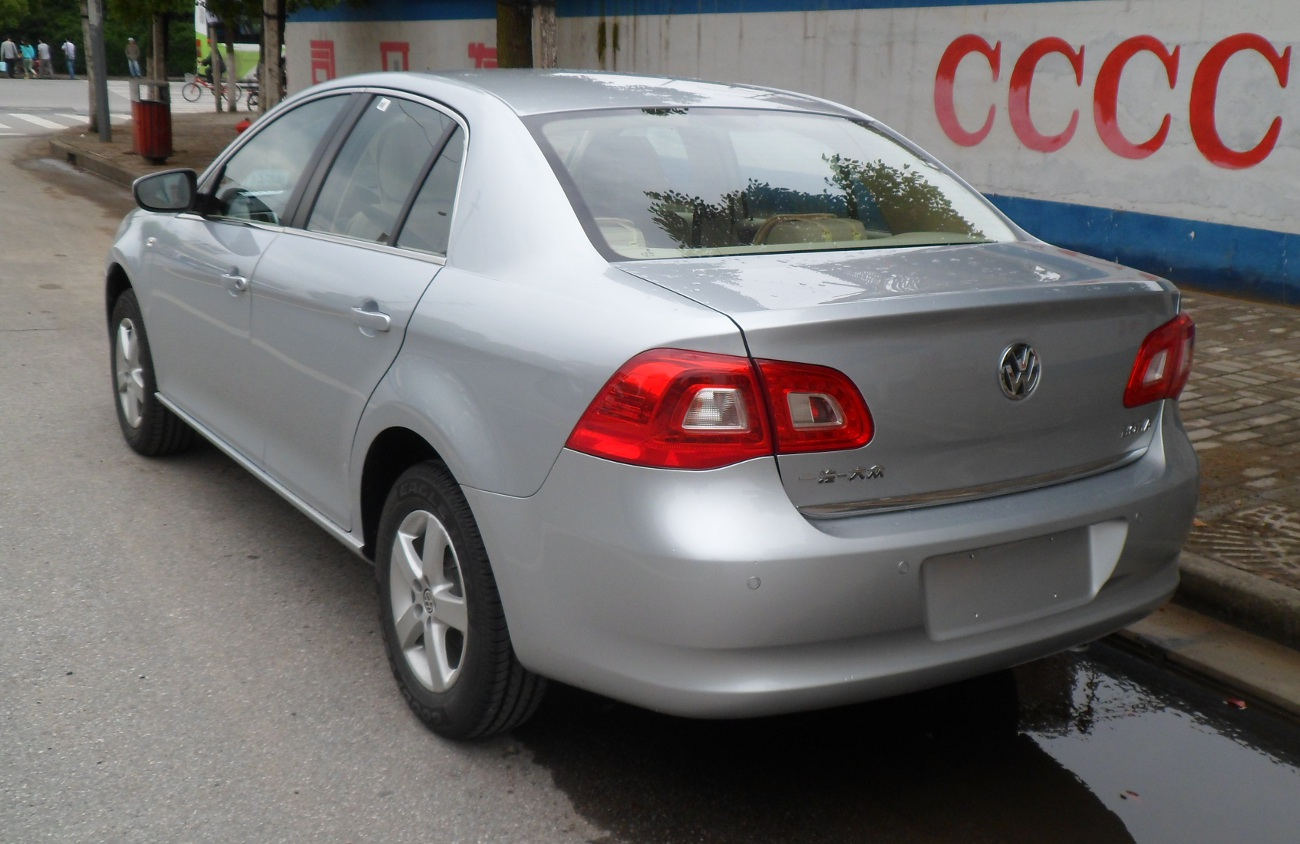
2007-2013

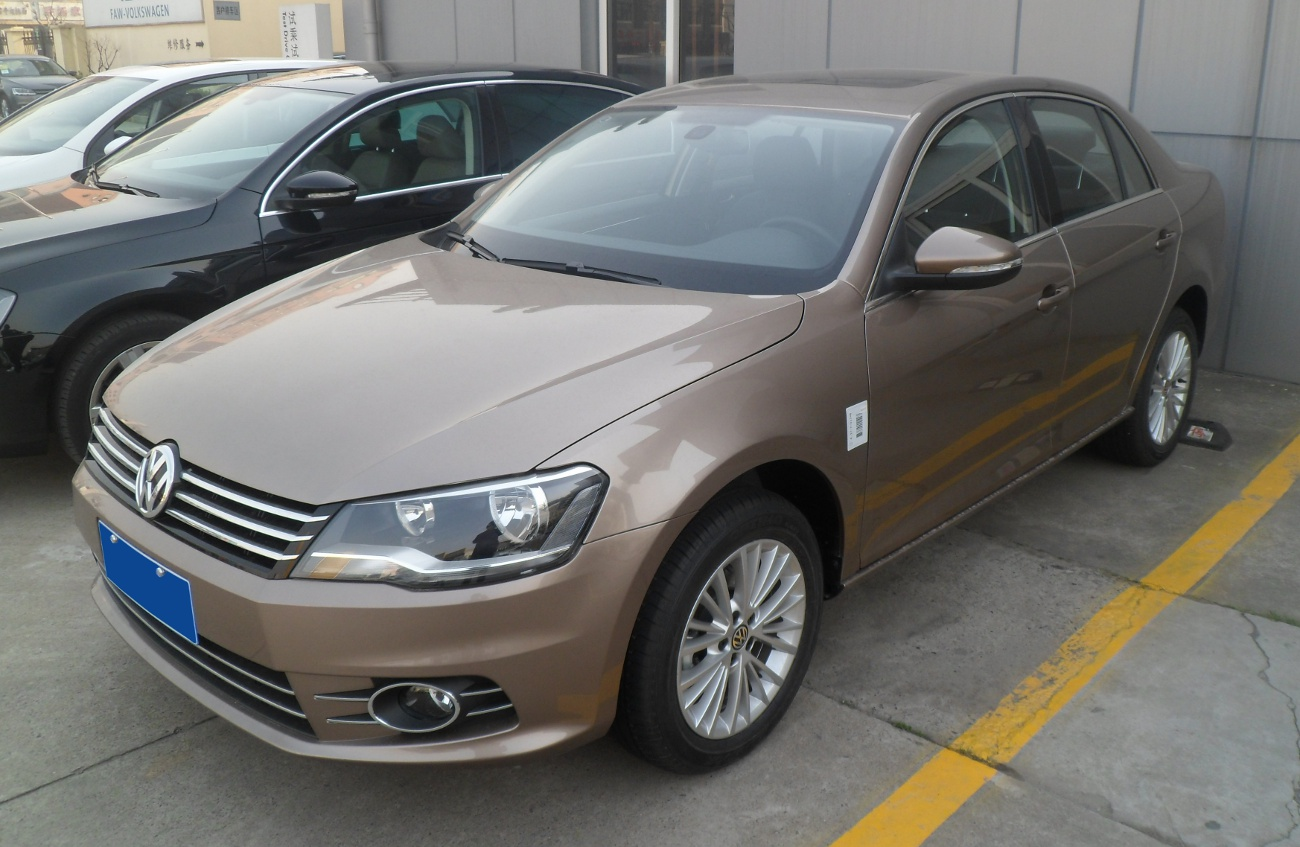
2013-

La Bora a été construite sur la plate-forme étendue PQ35 de la Golf V et possède l'avant et l'arrière de l'Eos. C'est une berline tricorps à quatre portes. L'intérieur provient de la Magotan. La technique correspond aux Jetta V et Lavida.
Le modèle est disponible en deux options de moteur différents. Ainsi, il s'agit d'un moteur de 1,6 litre d'une puissance de 77 kW et un moteur de 2 litres avec une puissance de 88 kW à l'élection. La capacité du coffre est de 450 litres avec plus de la Passat européenne, qui est également commercialisé en Chine.
En juillet 2012, une Bora révisée a été présentée au public. La production en série de la nouvelle version a été lancée en février 2013 avec un moteur 1,4 litre TSI d'une puissance de 96 kW.
Lignes d'équipement: Shishangxing, Comfortline und Haohua.
La nouvelle version n'est vendue que dans 2 pays : la Chine et le Chili